# Múscul depressor de l'angle de la boca
El múscul depressor de l'angle de la boca (musculus depressor anguli oris) o múscul triangular dels llavis, està situat en la línia obliqua de la mandíbula. És un múscul ample i prim, triangular.
S'insereix per baix en el terç intern de la línia obliqua de la mandíbula; per dalt, en els teguments de les comissures labials. Està irrigat per l'artèria facial i innervat per les branques mandibulars del nervi facial.
La funció principal d'aquest múscul és desplaçar cap avall la comissura dels llavis, produint la depressió dels vora dels llavis.

## Imatges

Animació. Posició del depressor de l'angle de la boca (en vermell).
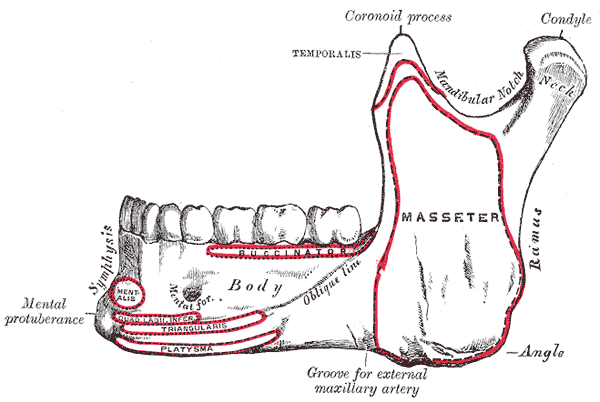
Mandíbula. Vista lateral de la superfície exterior.
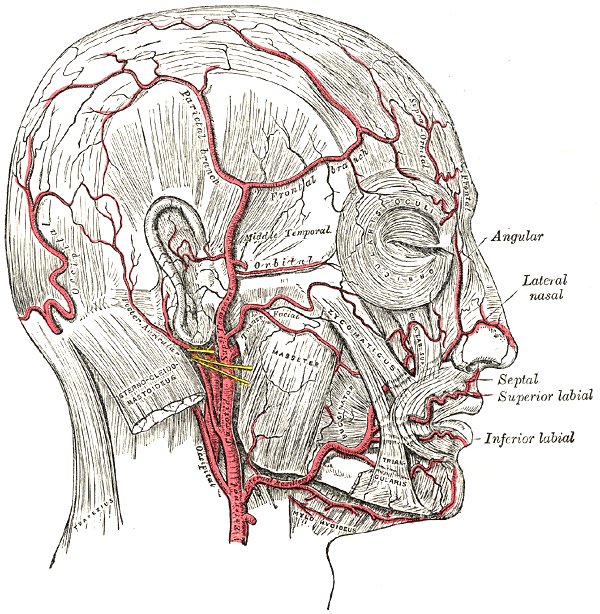
Artèries de la cara i el cuir cabellut.